# Церква Святого Феодосія Чернігівського (Михайлівка)
Церква Святого Феодосія Чернігівського — православний храм, пам'ятка архітектури у селі Михайлівка Сіверськодонецького району Луганської області.

## Історія
Будівлю храму почали будувати у 1892 році за проєктом архітекторів В.Х. Немкіна і Шнейдера. Стиль — неовізантійський. Використовувалися технології кладки стін з вапна та яєць. Завершилось будівництво у 1905 році.
Під час Другої світової війни зруйновано дзвіницю, зірвано підлогу в алтарі та пробито дірку для амбразури. 
У радянську епоху будівля храму використовувалась як зерносховище і склад будматеріалів. Церковні служби відновлено у1990-ті роки. 
У 2016 році встановлено купол і дзвони на дзвіниці.
У 2022 році внаслідок обстрілів під час російсько-української війни пошкоджено купол церкви.

## Галерея зображень

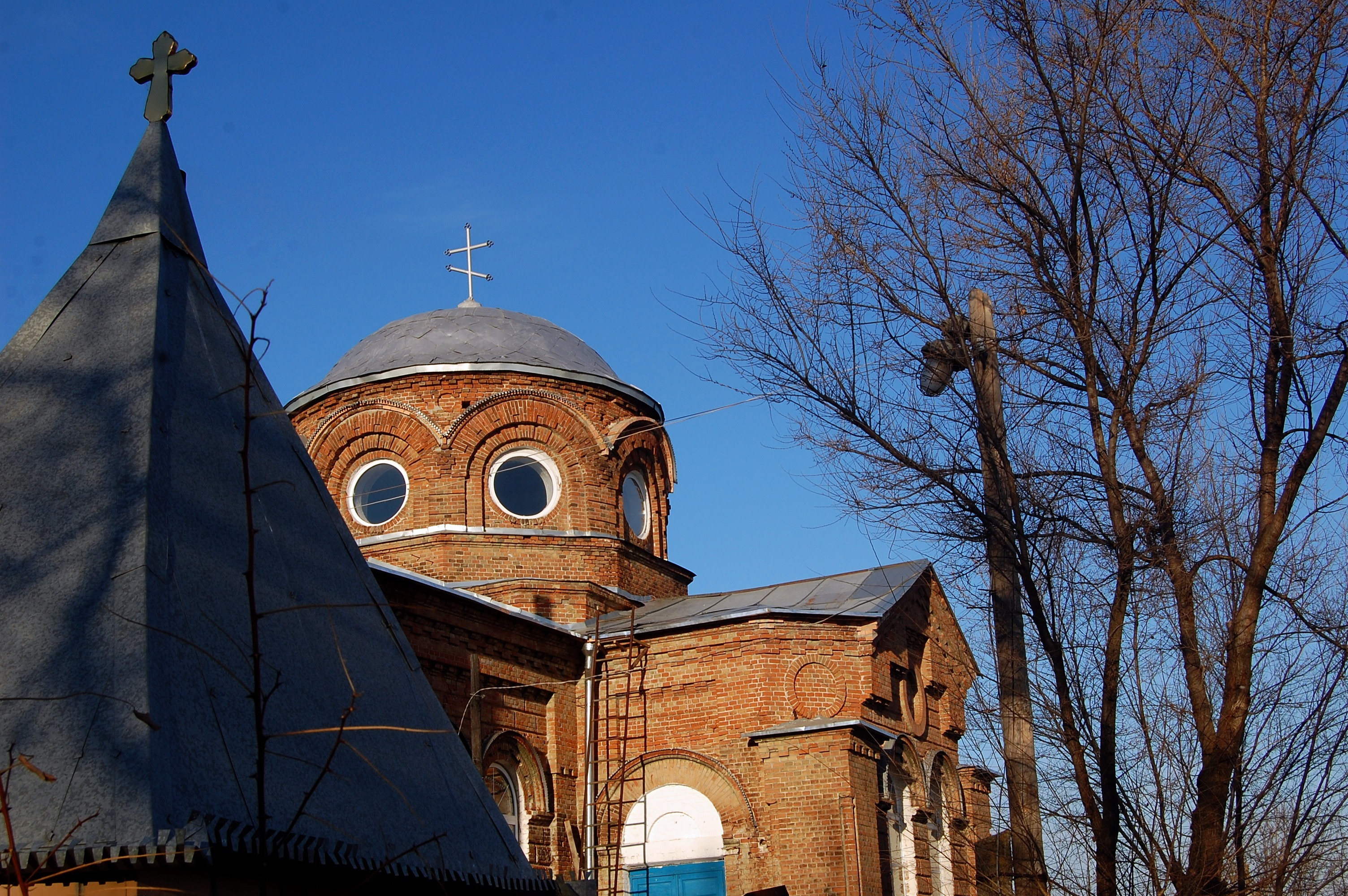
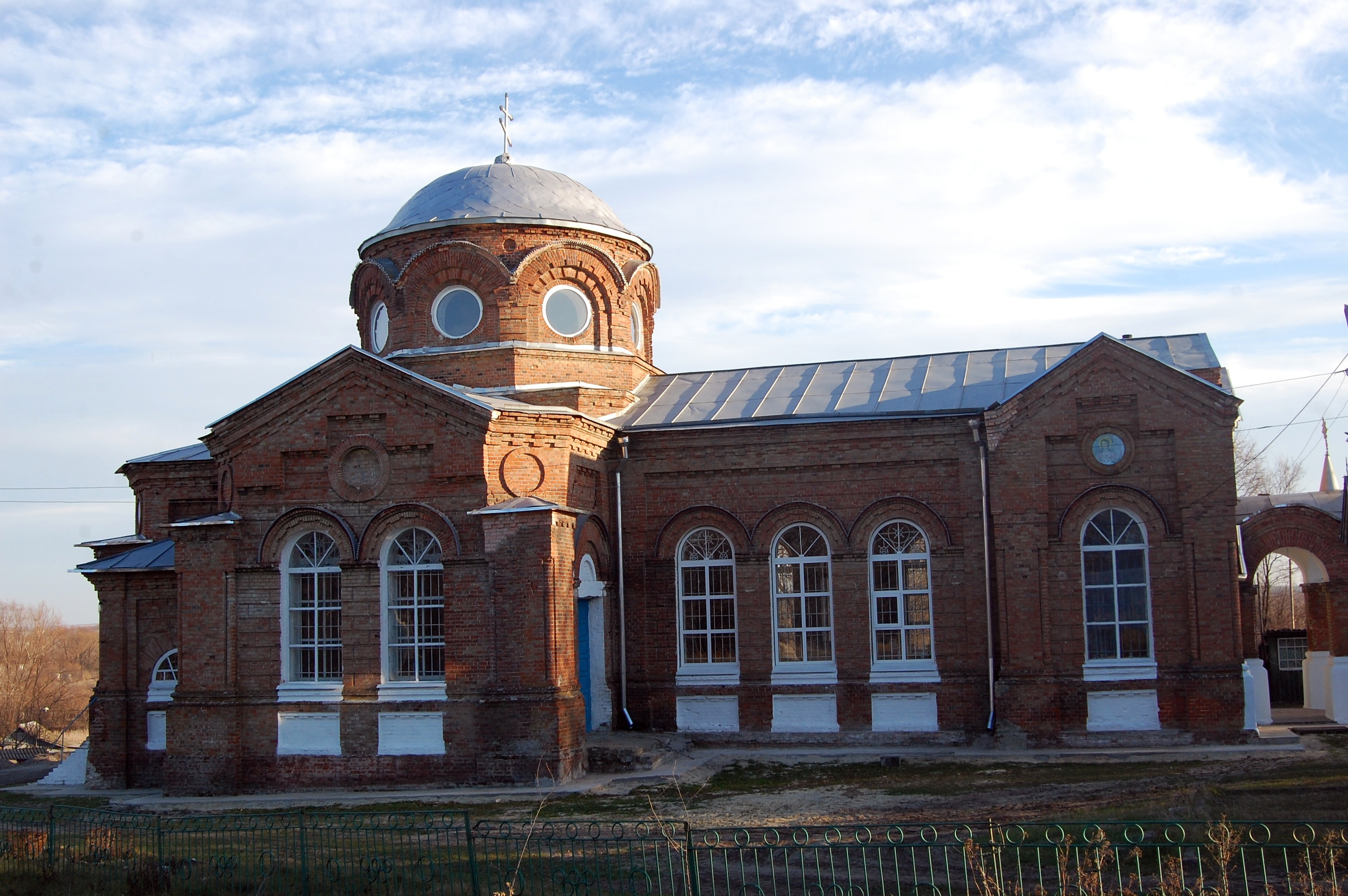
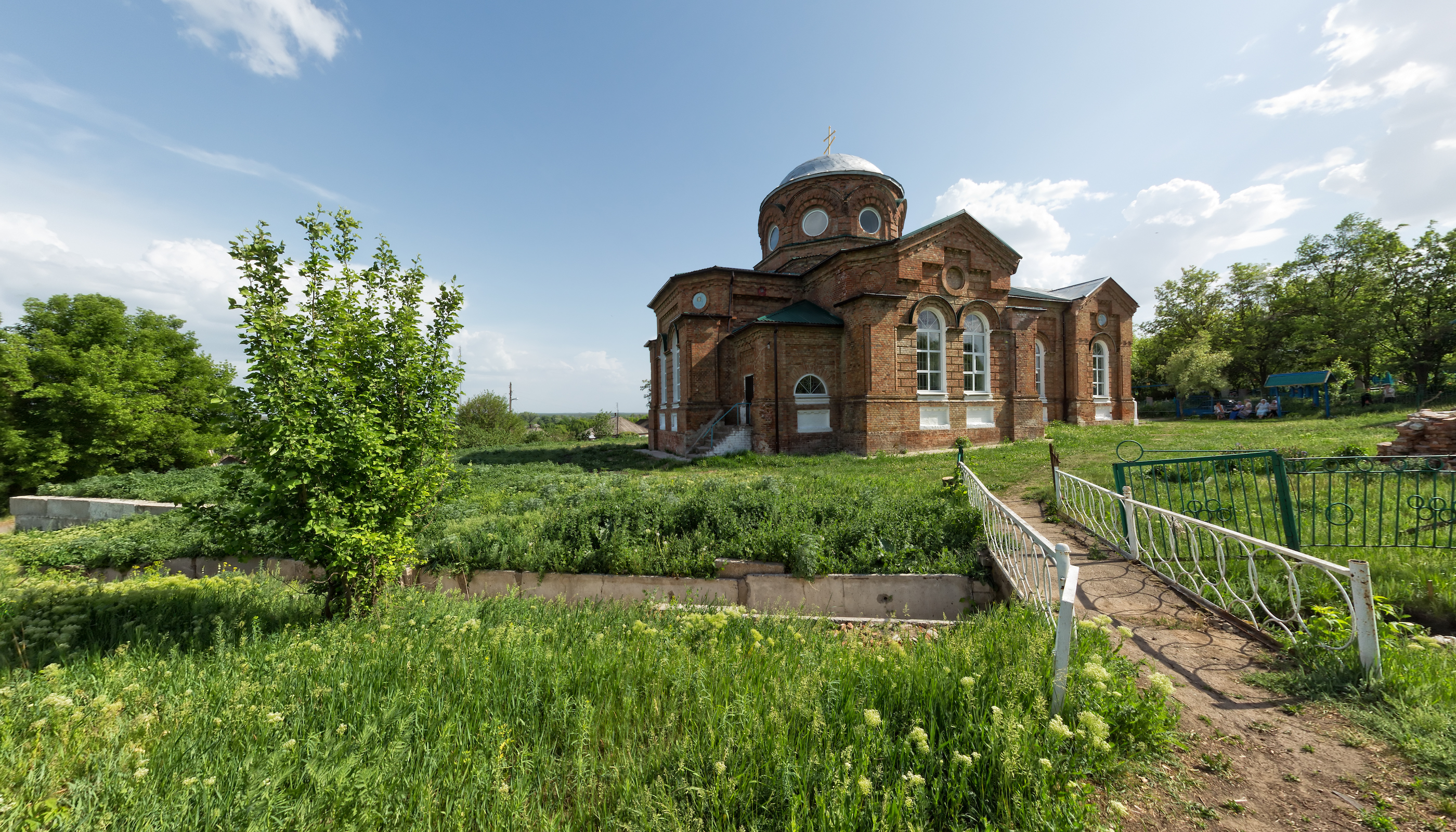
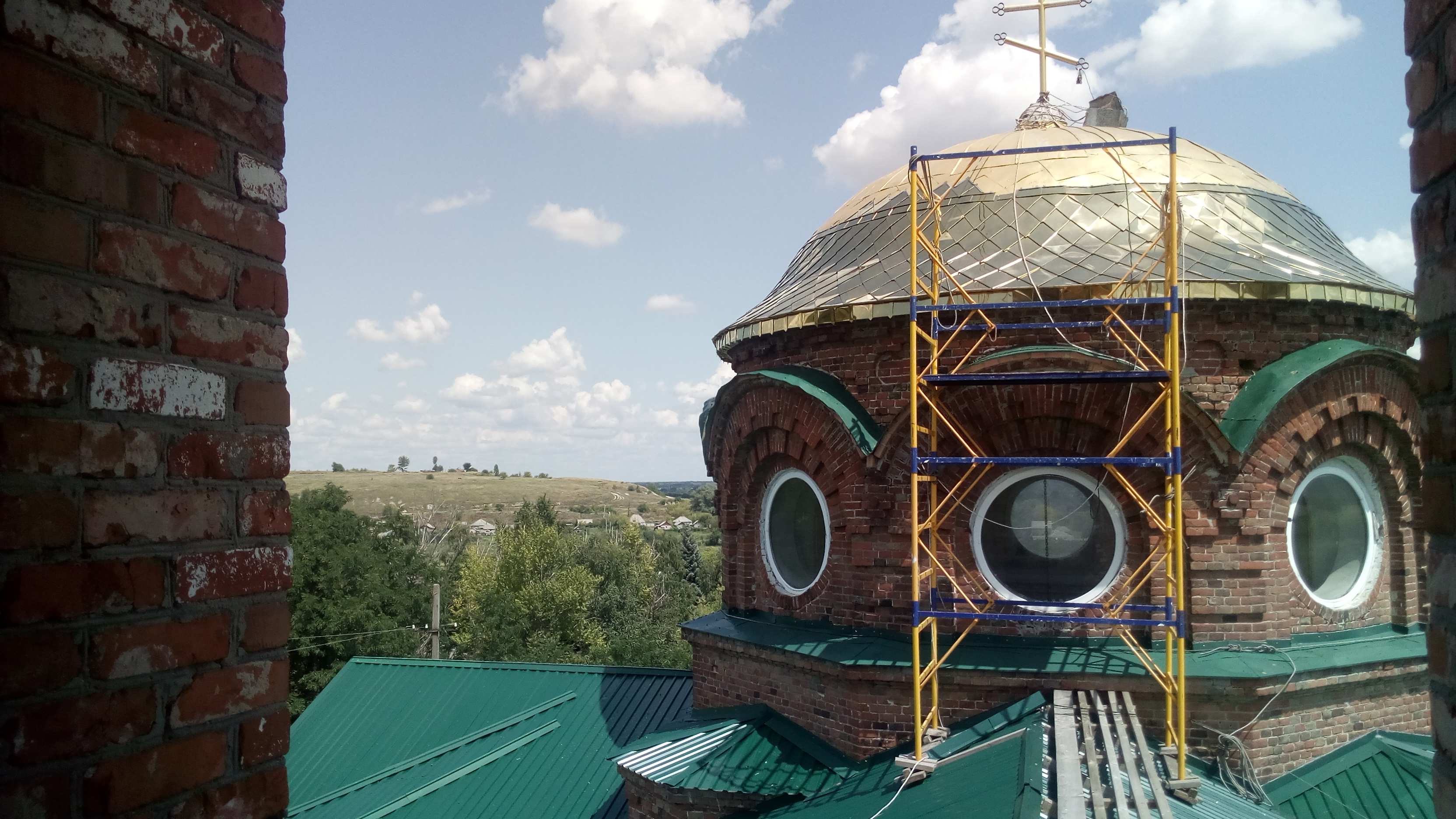
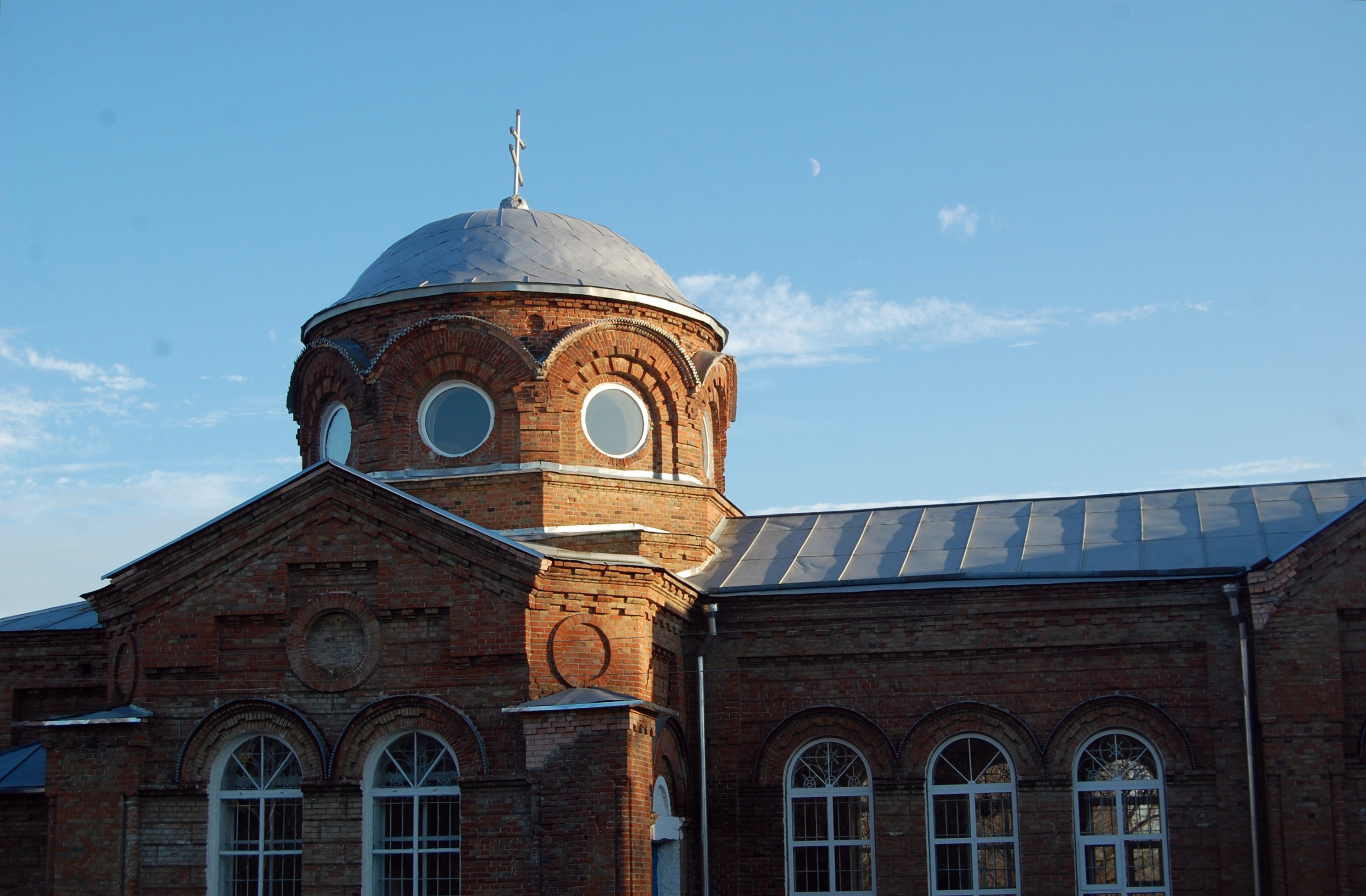
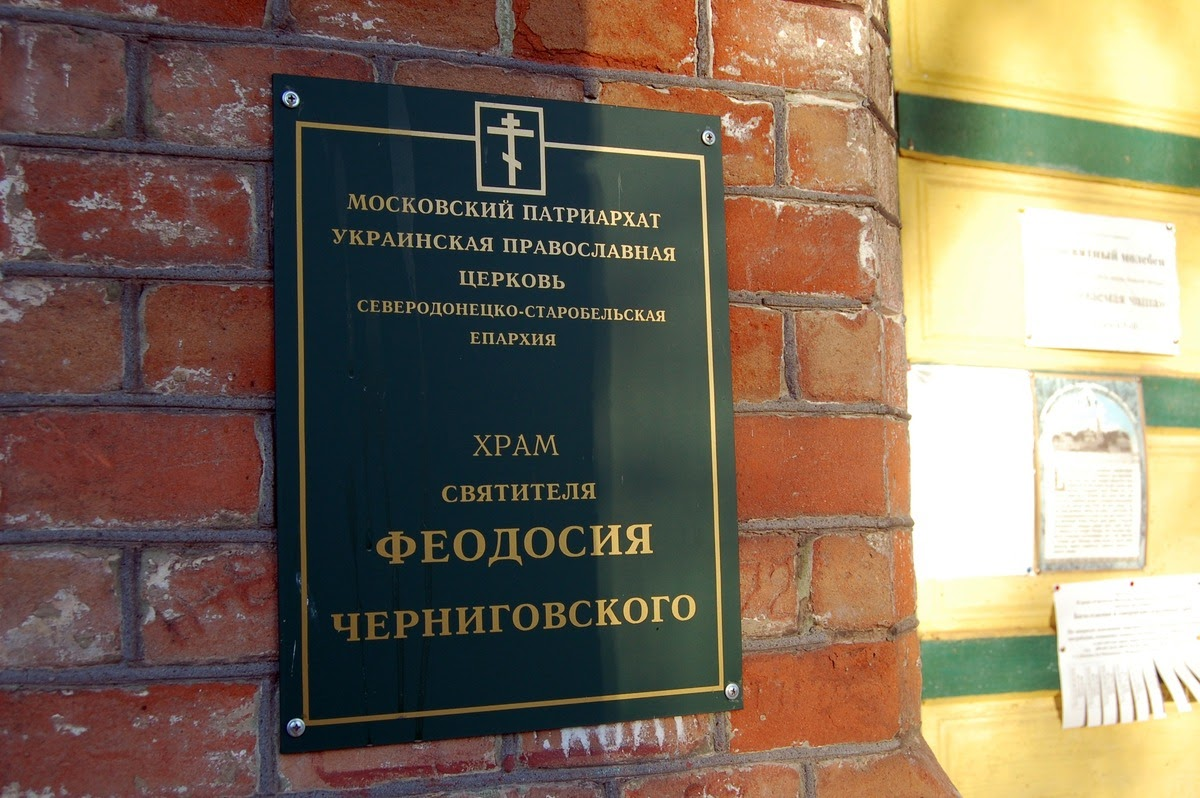
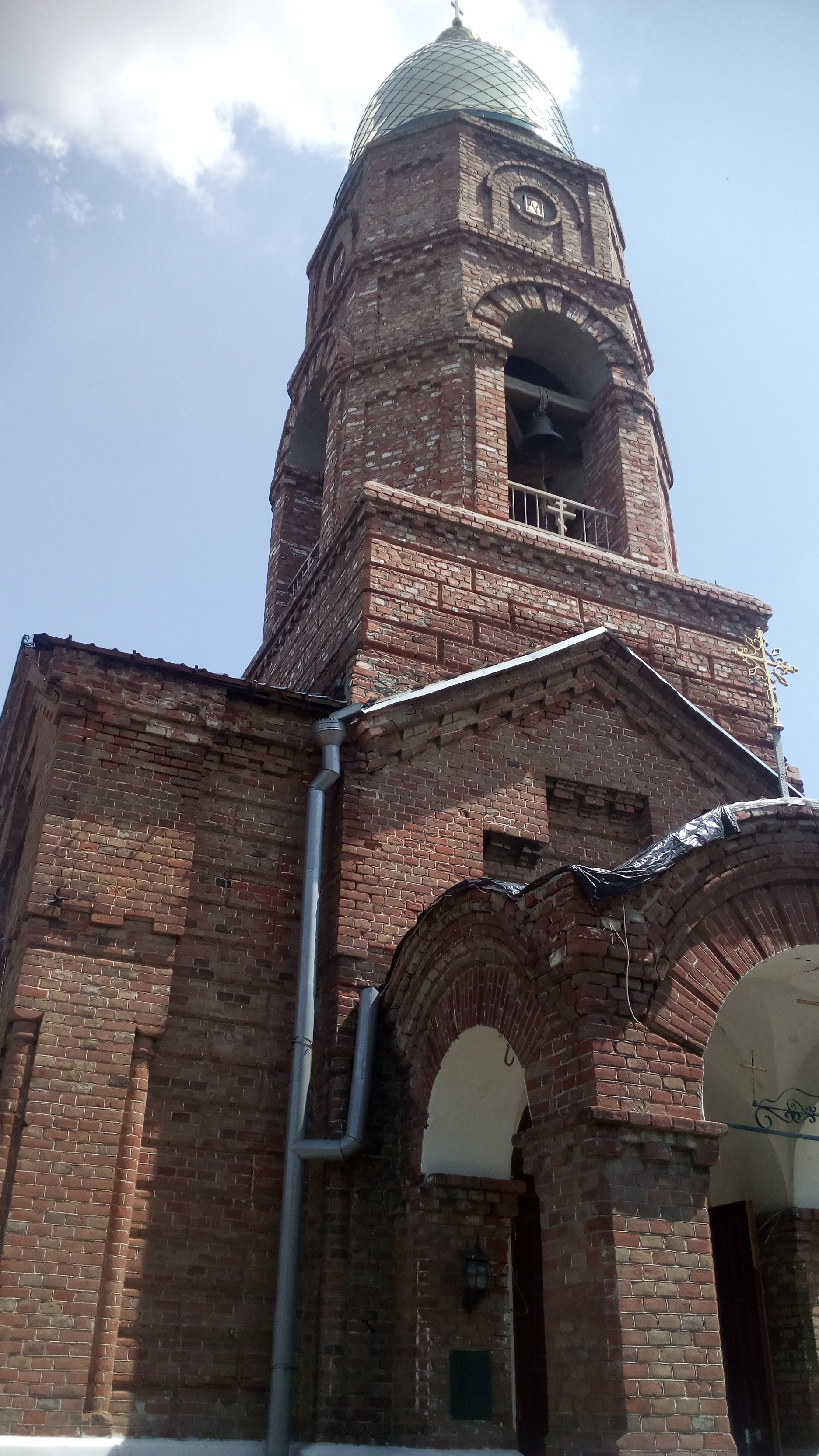
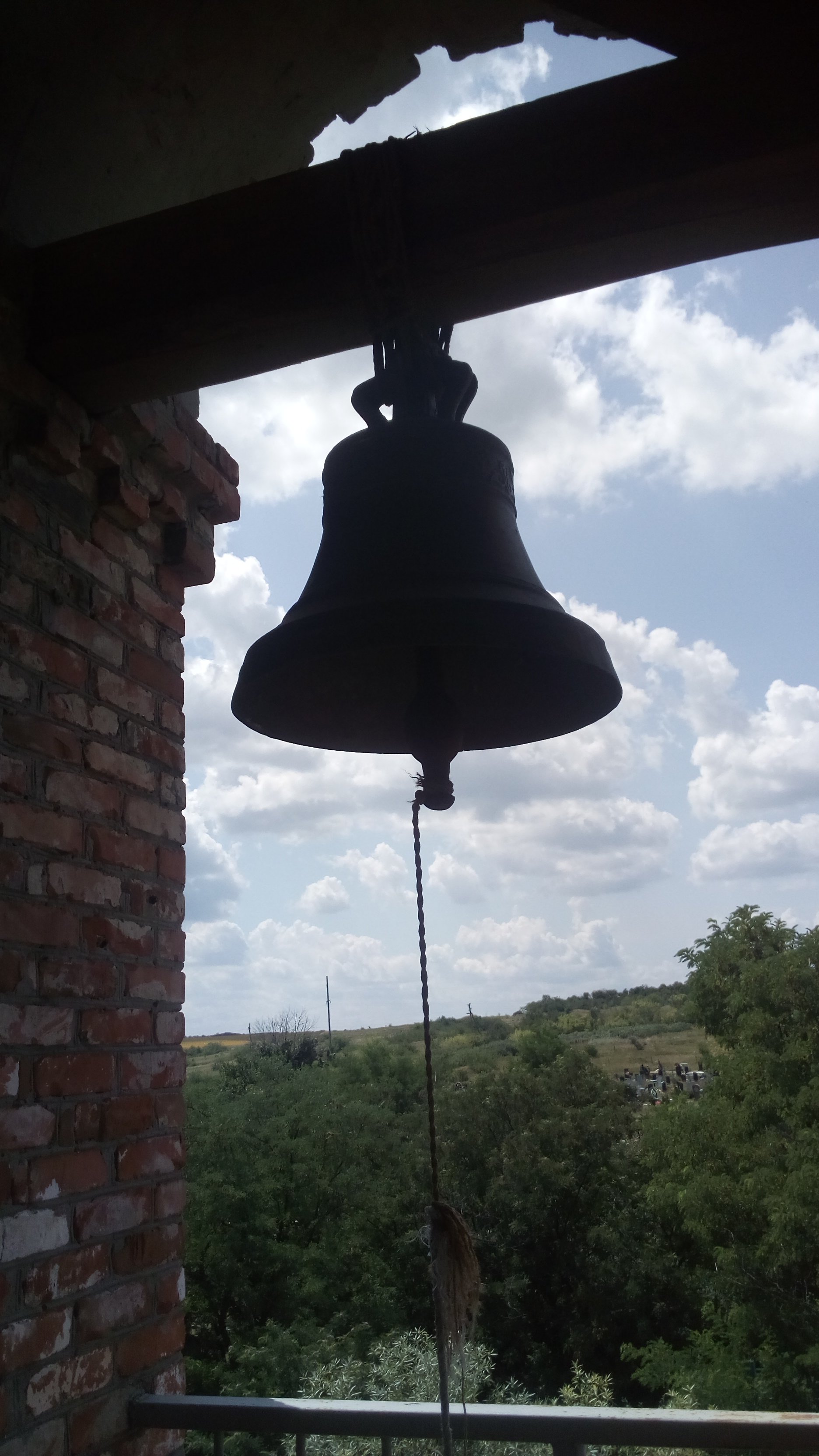